# 卡謝烏區
12°10′N 16°0′W / 12.167°N 16.000°W
卡謝烏區是畿內亞比紹的一個行政區，下設6縣，該區北臨塞內加爾，東接奧約區，東南面是比翁博區，總面積5,175平方公里，2004年人口164,676。